# Charles Dumas
Charles ("Charlie") Everett Dumas, född 12 februari 1937 i Tulsa, Oklahoma, död 5 januari 2004 i Inglewood, Kalifornien, var en amerikansk höjdhoppare. 
Dumas vann OS i Melbourne 1956 och var även den förste att klara (den för amerikanerna så viktiga) drömgränsen 7 fot (2,1336 meter), med ett hopp på 2,15. Det sistnämnda skedde i Los Angeles 29 juni 1956 vid de amerikanska uttagningarna till Melbourne-OS. Han överskred då en barriär som dittills ansetts omöjlig.
Detta hopp säkrade honom inte enbart en plats i den amerikanska OS-truppen och i friidrottshistorien, utan gjorde honom till olympisk huvudfavorit. I Melbourne gjorde han ingen besviken genom att vinna den olympiska titeln på nytt mästerskapsrekord. 
Efter denna framgång studerade och tävlade Dumas för University of Southern California, med vilket han vann den prestigetunga lagtiteln i NCAA (National Collegiate Athletic Association) 1958. 1960 deltog han i sitt andra olympiska spel (vid Rom), men en skada hindrade honom från att prestera sitt allra bästa och han slutade till sist på sjätte plats.
13 juli 1957 förbättrade sovjeten Jurij Stepanov Dumas rekord genom att hoppa 2,16 i Leningrad. Det blev början på ett år med vilda spekulationer. Stepanov hade nämligen använt sig av en uppbyggd hoppsko, och det diskuterades ivrigt huruvida den var regelvidrig eller ej. I augusti 1958, mer än ett år efter rekordhoppet, ratificerade IAAFs regelkommitté till slut rekordet (lagom till EM i Stockholm!). Under tiden där emellan möttes Sovjet och USA i en landskamp i Moskva (slutet av juli 1958). Tävlingens stora höjdpunkt var naturligtvis duellen mellan de bägge potentiella världsrekordhållarna. Någon vidare kamp blev det dock inte, ty medan amerikanen hoppade till synes håglöst och stannade på medelmåttiga 2,03, vann Stepanov på förnämliga 2,12.
Bortsett från Stepanovs (omdiskuterade) prestation kom ej Dumas resultat att överträffas förrän 30 april 1960, då landsmannen John Thomas hoppade 2,17 i Philadelphia.
Efter idrottskarriären, som även innefattade fem amerikanska mästerskap, blev Dumas lärare och arbetade på ett flertal skolor i Los Angelesområdet. Han avled i cancer vid 66 års ålder.